# 馬其頓安提柯王朝陸軍
馬其頓安提柯王朝陸軍，是馬其頓王國於安提柯王朝時期的陸上武裝力量，存在時間從前276年到前168年。它是希臘化時期希臘最強大的陸軍，維持到前168年彼得那戰役戰敗為止，並被解散。然而，在前150年到前148年安德里斯庫斯自立為馬其頓國王這段短暫的時間它被重新組建。
在前270年代安提柯二世時，它僅是一支不大並以傭兵為主的軍隊，以此為基礎，它最後發展成為希臘化時期希臘半島上最強大的軍隊。它參與許多戰爭，先後與許多不同的國家對抗過，如伊庇魯斯、亞該亞同盟、雅典、斯巴達、埃托利亞同盟以及羅馬共和國，更不用說威脅馬其頓北方邊界的無數個色雷斯和塞爾特部落。
馬其頓安提柯王朝陸軍以亞歷山大大帝的馬其頓陸軍結構為基礎，步兵以馬其頓方陣為主幹，這種方陣的士兵有著較小的盾牌且手持非常長的薩里沙長矛。作戰時無數的馬其頓小方陣組成整條陣列，在一場戰爭中通常馬其頓方陣占了全部軍隊的三分之一到三分之二不等。在安提柯的馬其頓方陣的側翼旁，還會安置精銳部隊輕盾兵、數量龐大的同盟和雇傭步兵和其他附屬部隊，以及為數不少的馬其頓騎兵和同盟騎兵。

## 安提柯二世的陸軍
當安提柯二世接手他父親德米特里一世在希臘的部隊後，手頭上僅有為數不多且大部份駐於希臘各地的雇傭兵而已。但安提柯利用這些僅有的兵力去抵禦入侵的塞爾特人，並在前277年於利西馬其亞擊敗一支敵軍，獲得這場勝利的安提柯被馬其頓人被擁護為國王，畢竟至從前279年塞爾特人入侵過後馬其頓已經陷入好幾年的無政府狀態了。前274年，伊庇魯斯的皮洛士開始進犯馬其頓，安提柯的軍隊在數個戰役遭到失敗，甚至軍中許多人都受皮洛士感召而都投奔到他的陣營 。結果安提柯幾乎喪失馬其頓全境，再一次手上僅剩不多的從員和雇傭兵。當皮洛士轉戰伯羅奔尼撒半島並於前272年突襲斯巴達城時，重整旗鼓的安提柯軍為斯巴達人提供相當有力的援助，最後皮洛士在安提柯、斯巴達、阿戈斯聯軍攻擊下戰死於沙場。安提柯二世在皮洛士逝世後收復馬其頓，並擁有馬其頓直到前239年自己逝世為止。在這段時期，安提柯王國很可能沒有大規模常備軍，他僅有的常備部隊僅有僱傭軍和自己少量的騎兵衛隊、步兵衛隊，即所謂的阿格瑪。當一有嚴重的戰事發生，王國會大量召集農民來組成軍隊以應戰爭需要，而幾乎所有的海外領地和駐軍都是由雇傭兵組成。又因為馬其頓先前遭受蠻族肆虐，王國財政困境，使安提柯二世寧願雇傭便宜許多的加拉太和塞爾特傭兵，少用較昂貴的希臘傭兵。在統治上，安提柯直接統轄馬其頓本土，而在新領地他設立將軍和軍隊去控制該地。安提柯二世的統治穩固了安提柯王朝在馬其頓的統治，儘管在他統治的時期馬其頓的實力弱於亞歷山大大帝之時，一直到後續的安提柯國王接位後馬其頓的實力才逐漸超越。

## 前239年-前168年的陸軍
後繼的德米特里二世是腓力五世的父親，德米特里他統治馬其頓十年，在這段時期他多次與北方的色雷斯人、塞爾特人、伊利里亞部落作戰，當然他也跟亞該亞同盟、埃托利亞同盟發生衝突。在德米特里去世後，安提柯成為德米特里之子腓力五世的攝政，後來安提柯還被舉為國王，成為安提柯三世。這個階段，斯巴達在克里昂米尼三世的主導下國勢復興，斯巴達人並與阿拉圖斯領導下的亞該亞同盟爭奪伯羅奔尼撒，爆發戰爭。阿拉圖斯為了擊敗斯巴達人，他與馬其頓人和解，並請求安提柯三世協助。安提柯三世隨即率領馬其頓軍南下參加克里昂米尼戰爭，並於前222年的塞拉西亞戰役統領聯軍，這支聯軍以馬其頓軍為主體，其中有13,300名馬其頓士兵和5,300名馬其頓的雇傭軍，結果這場戰役聯軍決定性擊敗克里昂米尼三世。

### 腓力五世時期和改革
安提柯三世逝世後，德米特里之子腓力五世繼承他原有的王位。幾乎是腓力一登上王位戰局就爆發，埃托利亞同盟、斯巴達、厄利斯（Elis）與馬其頓開戰，同時達耳達尼亞的部落也入侵馬其頓邊界，這使得腓力五世在前220年到前217年相當忙碌，也給他一個機會獲得軍事上的經驗和歷練。腓力統治時期生涯最高潮就是馬其頓與羅馬共和國爆發第一次馬其頓戰爭前他與迦太基將軍漢尼拔結盟。戰爭最後沒有分出決定性勝負，雙方協定了腓尼基和約，條約中讓馬其頓保有戰爭中從羅馬盟友埃托利亞同盟手中奪來的新領地。在前205年到前201年或前200年間，腓力利用這段相對和平的時期重組了軍隊徵兵制度，並且引進較嚴格的軍事訓練規範。
這段時期並沒有維持太久，腓力五世與塞琉古帝國安條克三世組成了一個同盟，讓腓力可以向小亞細亞的帕加馬王國為首的另一個聯盟用兵，其帕加馬盟友包含雅典、羅德島，而羅德島等國最後希望羅馬能介入這場戰爭，導致羅馬和馬其頓的第二次馬其頓戰爭爆發。前199年，羅馬人在對付馬其頓的戰爭中遭到一些軍事上的小挫敗，但外交上他們成功把亞該亞同盟拉入羅馬陣營。羅馬執政官提圖斯·昆克蒂烏斯·弗拉米寧於前198年率領一支羅馬軍隊前往希臘，並進軍腓力防守的阿烏斯河谷，腓力甚至謹慎的在河谷中安置了投射機具和投射部隊，這造成羅馬人不少損傷。弗拉米寧最後透過迂迴的方式，越過馬其頓的防線，從側翼突襲馬其頓軍，擊跑了腓力，並使羅馬軍可以打開色薩利的大門，進入該區。前197年，馬其頓安提柯王朝的軍隊與羅馬軍隊在色薩利的庫諾斯克法萊戰役展開決戰，是役馬頓頓受到決定性慘敗，8,000名戰死、5,000名被俘，這數量已經占了戰役前馬其頓軍的一半數量。 
慘遭大敗後腓力五世的馬其頓王國變得很衰弱，疆土失去希臘的領地和色薩利，使王國退回古老的疆界。因此腓力決定要發起有系統的改革，重新強化安提柯王國，尤其是關於人力資源上。為了增加馬其頓的人口以利未來的爭戰，腓力鼓勵生育，並把新占的色雷斯人妥善地移民到馬其頓境內。有鑑於先前戰爭中馬其頓臨海的城市易受到敵人艦隊攻擊，腓力在前187年秋季把這些城市和城鎮的部份人口遷移到靠近培奧尼亞（Paeonia）的邊界，接著遷移色雷斯人到邊界，使臨海的區域人口密度不至於太高，且這樣一來邊界也有人力可充分防守。另外，這些移居到城市和城鎮的色雷斯人效忠於國王，且是一支監視可疑市民的力量。其他方面，新的貴金屬礦場被發掘，而舊的則往深處開採。隨著農業產值和港口貿易增加，王國的歲收也進一步增長。

### 珀爾修斯和王朝終結
整體而言，在腓力五世臨死之刻這套社會和經濟改革已經讓王國國力加強，他的繼任國王珀爾修斯繼續這套措施。歸功於馬其頓兩代國王的努力，在第三次馬其頓戰爭前夕珀爾修斯兵力已達30,000名步兵和5,000名騎兵，還儲存10年份的軍糧，他的金錢可供目前軍隊的俸祿外，還可僱傭10,000名傭兵，甚至兵器和裝備可供目前軍隊人數的三倍士兵使用。當前168年羅馬執政官盧基烏斯·埃米利烏斯·保盧斯在彼得那戰役粉碎擊敗馬其頓軍後，他發現馬其頓國庫還留有6,000塔蘭同。在第三次馬其頓戰爭期間，珀爾修斯在戰場上湊足43,000名士兵，其中29,000名是馬其頓人。相比安提柯三世的塞拉西亞戰役，當時安提柯的軍隊僅有13,300名馬其頓士兵。而腓力五世的庫諾斯克法萊戰役時，軍隊僅有18,000馬其頓步兵、2,000名馬其頓騎兵和5,500名雇傭兵，之後經過這麼多年和平、繁榮時期，馬其頓人口在珀爾修斯時已經可以多召集9,000名士兵。無論如何，安提柯王朝的軍隊在彼得那戰役戰敗，20,000-25,000名士兵被殺、11,000名被俘.。第三次馬其頓結束後，安提柯王國被迫解體，珀爾修斯以戰俘身份被帶往羅馬，王朝終結。馬其頓被羅馬分為四個不相屬的共和聯邦。

## 安菲波利斯的軍事規範

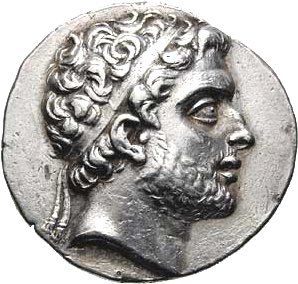
腓力五世

腓力五世大約在前二世紀初的時候，引進一套新的陸軍訓練教範，安菲波利斯規範就是其中一套規範。安菲波利斯規範內明訂了遺失武器和裝備要罰款多少，如遺失頭盔（konos）要罰二奧波勒斯，遺失薩里沙長矛要罰三奧波勒斯，遺失盾牌則要罰一德拉克馬。從這一份規範中得知普通的方陣步兵（phalangite）裝備著皮革胸甲或是亞麻胸甲，而不是穿金屬製作成的胸甲，金屬胸甲只有軍官會配戴，只有軍官要因遺失金屬胸甲而罰款。規範中也說明野營時規定，如持盾衛隊要立即為國王和他的從員設立營帳。

## 步兵

### 輕盾兵和阿格瑪
與亞歷山大大帝時的軍隊類似，安提柯的軍隊也有屬於類似持盾衛隊功能的精銳部隊，不過他們稱之為輕盾兵（Peltasts）。這支部隊是正規部隊中的最精銳步兵衛隊，必須注意到他們跟同名且使用標槍、鬆散隊形的輕盾兵不同，之所以同名是因為兩者都使用輕盾（pelte）。安提柯軍中輕盾衛隊的作用比較類似亞歷山大的持盾衛隊，大戰役時它安置保護馬其頓方陣旁來保護方陣側翼，在其他狀況它也可以用來作突襲、強行軍、或特別作戰用，如他們在突襲林塞斯蒂斯的特別行動中，或攻陷凱法利尼亞島時作為打擊力量用。在彼得那戰役中，輕盾衛隊作為步兵方陣的一部分作戰，儘管其他部隊已經潰散但他們仍戰到最後一兵一卒，死戰不退。輕盾衛隊可能總數有5,000名，其中有一個2,000名的禁衛營稱為阿格瑪。輕盾衛隊組織的次級單位可能以千人為單位（chiliarchiai），就如同方陣的組織一樣。 
至於持盾衛隊，安提柯的軍隊仍保留這個稱號，但它已經不是作戰單位，而是一個軍官團並具有國王衛士團的功能。如庫諾斯克法萊戰敗後，腓力五世派一位持盾衛隊成員去拉里薩燒毀國家文件檔案。

### 銅盾兵和白盾兵
如同亞歷山大時期的馬其頓方陣，安提柯的方陣步兵主要也是來自各地區的馬其頓農民徵招而來，而一些居住於馬其頓國內的蠻族如色雷斯人和其他蠻族等，他們可以加入軍隊服役並從國王那邊獲得土地做為回報。安提柯王朝馬其頓方陣在陸軍的比例比亞歷山大時期還要高，塞拉西亞戰役時占全軍的34%，庫諾斯克法萊時62%，最後在彼得那占49%。安提柯的馬其頓方陣本身可能分成兩個兵團，為銅盾兵（Chalkaspides）和白盾兵（Leukaspides），在前222年塞拉西亞戰役的安提柯三世軍中，這兩兵團合起來共10,000名，雖然他們各兵團準確的人數不清楚。銅盾軍可能具有長期作戰需要的作用，在許多次的遠征軍中出現銅盾軍，但沒有提到白盾軍。

## 騎兵
安提柯軍隊的騎兵其中一個特點，就是安提柯軍的騎兵比例遠低於亞歷山大時期，在亞歷山大時期騎兵和步兵比是1:6，但在安提柯王朝後期比例變成1:20。但須知道腓力二世時期的軍隊騎兵比例與安提柯時的類似，且亞歷山大需要如此高的騎兵比例是因為長程遠征需要，東方有非常廣大的距離需要巡防。尤其在伊朗地區，亞歷山大需要能快速且機動的部隊來掌控整個廣大地區，這也是相當重要的關鍵。然而，安提柯王朝的指揮官並不用面對騎兵為主體的敵人，且希臘城市距離較短且多山的環境下，騎兵不需要如此多，而使他們反而偏向用較重裝步兵作戰。塞拉西亞戰役的安提柯三世軍中，僅有300名馬其頓騎兵，但在腓力五世時期騎兵已經明顯增加，前197年腓力五世的庫諾斯克法萊戰場上有2,000名馬其頓和色薩利騎兵。在計算安提柯軍中馬其頓騎兵的準確數量時，須考量到色薩利騎兵存在，色薩利持續提供騎兵給予安提柯諸王，就如同當年腓力二世和亞歷山大大帝之時一樣。然而，色薩利騎兵在前196年以後就逐漸少被安提柯王朝使用，因為羅馬人於庫諾斯克法萊戰役戰勝後把一部分色薩利給予他們的盟友埃托利亞同盟，並且讓色薩利脫離馬其頓控制。到了安提柯王朝後期珀爾修斯的第三次馬其頓戰爭，經過腓力五世大規模擴充人口和30年的和平時期，珀爾修斯已經可以在戰場上集中3,000名完全由馬其頓人所組成的騎兵。而騎兵中最精銳的騎兵衛隊則是由一小支皇家騎兵組成，又被稱為「聖團」。這支小隊人數似乎介於300到400人間，就如同安提柯三世在塞拉西亞300名馬其頓騎兵和腓力五世在庫諾斯克法萊之時的400名騎兵衛隊人數類似。 
因為馬其頓產馬量不足，軍隊需要從盟邦或雇傭騎兵來補足騎兵的數量。在塞拉西亞戰役，安提柯三世除了300名馬其頓騎兵外，還擁有600名同盟騎兵和300名僱傭騎兵。且在彼得那戰役上安提柯軍還有由奧德里西亞國王科提斯三世（Cotys III）帶領的1,000名精銳色雷斯騎兵，畢竟方陣極需要騎兵保護側翼，而安提柯王朝又缺乏足夠的騎兵數量，如彼得那戰役就因為這項缺乏足夠騎兵的弱點而讓方陣爬上崎嶇的山地追擊，造成方陣隊形凌亂而吃了敗戰。 

## 安德里斯庫斯時期
在彼得那戰敗近20年後，前149年，一位傭兵安德里斯庫斯自稱是珀爾修斯的繼承人，他前往塞琉古國王德米特里一世處請求，希望塞琉古能協助他復國，然而德米特里一世卻把他抓住並送往羅馬。在路上安德里斯庫斯設法脫逃，並逃往馬其頓北方的色雷斯部族庇護，在那裏他得到色雷斯奧德里西亞國王特雷斯三世（Teres III）幫助並得到100名士兵和其他色雷斯部族送來的另外100名士兵。以這些兵力為基礎，安德里斯庫斯開始準備他的軍事行動，他很快就在戰場上擊敗數個馬其頓共和聯邦的軍隊，這時的安德里斯庫斯的色雷斯軍隊主要是由擲標槍的輕盾兵和一些輕裝騎兵組成。後來，安德里斯庫斯決定性擊敗普布利烏斯·尤維恩蒂烏斯（Publius Juventius）帶領下的羅馬軍隊，占據了馬其頓並開始自稱是馬其頓腓力六世。並在前148年於色薩利擊敗另一支羅馬軍隊，但安德里斯庫斯與亞該亞同盟作戰時遭到挫敗。接著一支由羅馬（Quintus Caecilius Metellus Macedonicus）所帶領的軍隊入侵馬其頓，並在第二次彼得那戰役與馬其頓軍展開會戰，這場戰役因為安德里斯庫斯的騎兵指揮官帖列斯帖斯（Telestes）叛逃，使得馬其頓軍遭到大敗，畢竟馬其頓的騎兵由上層階級所組成，他們寧願支持羅馬人而不太願意支持安德里斯庫斯。這場戰爭由羅馬勝利告終，馬其頓被納入羅馬行省中。

## 腳註
1. 1 2 3 4 5 6 7 8 9 10  Head, 1982, p.18
2. ↑  普魯塔克, Life Pyrrhus, 26
3. ↑  普魯塔克, Life of Pyrrhus, 29
4. ↑  Tarn, 1913, p.193
5. ↑  Tarn, 1913, p.194
6. ↑  Cary, 1978, p.235
7. ↑  Tarn, 1913, p.195
8. ↑  波利比烏斯, Histories, 9-11
9. ↑  Errington, 2008, p.194
10. ↑  李維, History of Rome, 5-9
11. ↑  Penrose, 2005, p.74
12. ↑  Hammond, 1965, p.52
13. ↑  Head, 1982, p.81
14. ↑  Hammond, 1988, p.60-82
15. ↑  Walbank, 1940, p.236
16. ↑  李維 XXXIV.24.2
17. 1 2  Walbank, 1940, p.256
18. ↑  波利比烏斯 XVIII.35.4
19. ↑  李維 XLV.40
20. ↑  Head, 1982, p.83
21. ↑  李維 XLIV.40-43
22. ↑  普魯塔克, Life of Aemilius Paullus 18-23
23. ↑  Heckel & Jones, 2006, p.24
24. 1 2  Connolly, 2006, p.80
25. ↑  Walbank, 1940, p.290
26. ↑  阿里安 1.8.4
27. ↑  李維 XXXI.36.1
28. ↑  波利比烏斯 V.4.9
29. ↑  李維 XLII.51
30. ↑  波利比烏斯 XVIII.24.8
31. ↑  波利比烏斯 XVIII.33.1-7
32. ↑  Walbank, 1940, p.289
33. ↑  波利比烏斯 V.97.3-4
34. ↑  Connolly, 2006, p.77
35. ↑  李維 XLIV.41
36. ↑  Tarn, 1930, p.27
37. ↑  Head, 1982, p.12
38. ↑  波利比烏斯 2.65
39. 1 2  Webber, 2001, p.14
40. ↑  李維 49.21
41. ↑  西西里的狄奧多羅斯 XXXII.15.6-7
42. ↑  波利比烏斯 XXXVI.10.4
43. ↑  李維 50.14
44. ↑  Sekunda, 1995, p.80
45. ↑   本条目包含来自公有领域出版物的文本: Chisholm, Hugh (编). .  1 (第11版). London: Cambridge University Press. 1911.

## 來源
- 西西里的狄奧多羅斯, "Bibliotheca Historica"
- 李維, "History of Rome"
- 普魯塔克, "Life of Pyrrhus"; "Life of Flamininus"; "Life of Cleomenes"; "Life of Aemilius Paullus"
- 波利比烏斯, "Histories"
- Chaniotis, Angelos (2006), "War in the Hellenistic World"
- Cary, M. (1978), "A History of the Greek World 323 to 146 BC"
- Connolly, Peter (2006), "Greece and Rome at War"
- Errington, R. Malcom (2008), "A History of the Hellenistic World 323-30 BC"
- Hammond, N.G.L (1965), "The Opening Campaigns and the Battle of the Aoi Stena in the Second Macedonian War", JRS, Vol.56, p. 39-54
- Hammond, N.G.L (1984), "The Battle of Pydna", JHS, Vol.104, p. 31-47
- Hammond, N.G.L (1988), "The Campaign and the Battle of Cynoscephale in 197 BC", JHS, Vol.108, p. 60-82
- Hammond, N.G.L & Walbank, F.W. (1988), "A History of Macedonia: Volume III, 336-167 BC"
- Hammond, N.G.L (1989), "The Macedonian State"
- Head, Duncan (1982), "Armies of the Macedonian and Punic Wars 359 BC to 146 BC"
- Heckel, Waldemar & Jones, Ryan (2006), "Macedonian Warrior"
- Morgan, J.D. (1981), "Sellasia Revisited", AJA, Vol.85, No.3, p. 328-330
- Penrose, Jane (2005), "Rome and her Enemies: An Empire created and destroyed by War"
- Sekunda, Nick (1995), "Seleucid and Ptolemaic Reformed Armies 168-145 BC (2) The Ptolemaic Army"
- Tarn, W.W. (1913), "Antigonos Gonatas"
- Tarn, W.W. (1930), "Hellenistic Military and Naval Developments"
- Walbank, F.W. (1940), "Philip V of Macedon"
- Walbank, F.W. (1967), "A Historical Commentary on Polybius", Volume III
- Webber, Christopher (2001), "The Thracians 700 BC-AD 46"